# José Francisco Coelho
José Francisco Coelho (Laguna,  — , ) foi um militar e político brasileiro.
Foi membro do Conselho Geral da Província de Santa Catarina - 1ª legislatura. Foi deputado à Assembleia Legislativa Provincial de Santa Catarina na 1ª legislatura (1835 — 1837).